# Kotlice (województwo świętokrzyskie)
Kotlice – wieś w Polsce położona w województwie świętokrzyskim, w powiecie kieleckim, w gminie Chmielnik.
W latach 1954–1961 wieś należała i była siedzibą władz gromady Kotlice, po jej zniesieniu w gromadzie Chmielnik. W latach 1975–1998 miejscowość administracyjnie należała do województwa kieleckiego.

## Historia
Kotlice jako osada otwarta powstały od przełomu VIII i IX do X wieku.
Jak podaje Długosz L.B. t.II, s.444, w XV wieku Kotlice były własnością Barzykowskiego. W wieku XIX były wsią w powiecie stopnickim, gminie i parafii Gnojno.
Według spisu miast, wsi, osad Królestwa Polskiego z 1827 roku było tu 15 domów i 118 mieszkańców. Około roku 1883, 27 osad oraz 408 mórg ziemi. Folwark należał do dóbr Balice.